# Jermayne MacAgy
Jermayne Virginia MacAgy, född 4 februari 1914 i Cleveland i Ohio, död 18 februari 1964 i Houston i Texas, var en amerikansk konsthistoriker och kurator.
Jermayne MacAgy var dotter till Washington H. och Rose Kathryne Noble. Hon studerade konsthistoria på Radcliffe College i Cambridge i Massachusetts, med en kandidatexamen 1935, och på Harvard University i samma stad 1936–1937 för Paul J. Sachs på Fogg Art Museum. Hon avlade magisterexmen på Western Reserve University 1938, där hon hade Thomas Munro som handledare och disputerade 1939 på en avhandling om folklig konst i Westerns Reserve-territoriet i Ohio. Därefter var hon museipedagog på Cleveland Museum of Art 1939–1941. År 1941 gifte hon sig med Douglas MacAgy och flyttade till San Francisco. Där arbetade hon som bland annat kurator, biträdande chef och vikarerande chef  på California Palace of the Legion of Honor under 14 år. 
Mellan 1955 och 1959 var hon chef för Contemporary Arts Museum i Houston i Texas. Därefter byggde hon tillsammans med Dominique och John de Menil upp en konstvetenskaplig institution på University of St. Thomas i Houston, där hon sedan var professor och kurator till sin död 1964.